# Danh sách giải thưởng và đề cử của Infinite
Đây là danh sách giải thưởng của nhóm nhạc nam ở Hàn Quốc Infinite.

## Giải thưởng

### Golden Disk Awards
| Năm  | Việc đề cử                      | Phần thưởng   | Kết quả   |
| ---- | ------------------------------- | ------------- | --------- |
| 2012 | Disk Bonsang Award              | Over The Top  | Đoạt giải |
| 2012 | Most Popular Artist Award       | Be Mine       | Đề cử     |
| 2012 | MSN Most Popular Artist Award   | Be Mine       | Đề cử     |
| 2012 | Hallyu Icon Award               | Infinite      | Đoạt giải |
| 2013 | Disk Bonsang Award              | Infinitize    | Đoạt giải |
| 2013 | Best Group Performance          | Infinite      | Đoạt giải |
| 2014 | Disk Bonsang Award              | New Challenge | Đoạt giải |
| 2014 | Popularity Award                | Destiny       | Đề cử     |
| 2015 | Disk Bonsang Award              | Season 2      | Đoạt giải |
| 2016 | Disk Bonsang Award              | Reality       | Đề cử     |
| 2017 | Disk Bonsang Award              | Infinite Only | Đoạt giải |
| 2019 | Popularity Award                | Infinite      | Đề cử     |
| 2019 | NetEase Most Popular K-pop Star | Infinite      | Đề cử     |

### Seoul Music Awards
| Năm  | Việc đề cử           | Phần thưởng       | Kết quả   |
| ---- | -------------------- | ----------------- | --------- |
| 2010 | Popularity Award     | Infinite          | Đề cử     |
| 2011 | Bonsang Award        | Be Mine, Paradise | Đề cử     |
| 2011 | Popularity Award     | Infinite          | Đề cử     |
| 2014 | Bonsang Award        | Destiny           | Đoạt giải |
| 2014 | Popularity Award     | Infinite          | Đề cử     |
| 2015 | Bonsang Award        | Season 2          | Đoạt giải |
| 2015 | Special Hallyu Award | Infinite          | Đoạt giải |

### Melon Music Awards
| Đầu cuối | Năm  | Việc đề cử   | Phần thưởng                  | Kết quả   |
| -------- | ---- | ------------ | ---------------------------- | --------- |
| 3rd      | 2011 | Infinite     | 2011 Top 10                  | Đề cử     |
| 4th      | 2012 | Infinite     | 2012 Top 10                  | Đoạt giải |
| 4th      | 2012 | Infinite     | Daesang - Artist of the Year | Đề cử     |
| 7th      | 2015 | Infinite     | Netizen Popularity Award     | Đề cử     |
| 7th      | 2015 | Kim Sung Kyu | Rock Award                   | Đoạt giải |

### Mnet Asian Music Awards(MAMA)
Mnet Asian Music Awards (hay còn gọi là MAMA), trước đây là "M.net KM Music Festival" (MKMF) (1999 - 2008), là một trong những buổi lễ trao giải âm nhạc K-pop được tổ chức bởi Mnet Media hằng năm tại Hàn Quốc.

Giải Daesang (giải thưởng lớn) tương đương với giải nghệ sĩ của năm.
| Đầu cuối | Năm  | Việc đề cử                      | Phần thưởng                       | Kết quả   |
| -------- | ---- | ------------------------------- | --------------------------------- | --------- |
| 12th     | 2010 | Come Back Again                 | Nam nghệ sĩ mới xuất sắc nhất     | Đề cử     |
| 13th     | 2011 | Be Mine                         |                                   |           |
| 13th     | 2011 | Be Mine                         | Bài hát của năm                   | Đề cử     |
| 13th     | 2011 | Be Mine                         | Nhóm nhạc nam nhảy dance tốt nhất | Đề cử     |
| 14th     | 2012 | The Chaser                      |                                   |           |
| 14th     | 2012 | The Chaser                      | Bài hát của năm                   | Đề cử     |
| 14th     | 2012 | The Chaser                      | Video âm nhạc tốt nhất            | Đề cử     |
| 14th     | 2012 | The Chaser                      | Nhóm nhạc nam nhảy dance tốt nhất | Đề cử     |
| 15th     | 2013 | Infinite                        | Nhóm nhạc nam tốt nhất            | Đoạt giải |
| 15th     | 2013 | Man In Love                     | Nhóm nhạc nam nhảy dance tốt nhất | Đề cử     |
| 15th     | 2013 | 1st World Tour - One Great Step | Sony MDR World Wide Performer     | Đoạt giải |
| 16th     | 2014 | Last Romeo                      | Nhóm nhạc nam nhảy dance tốt nhất | Đoạt giải |
| 16th     | 2014 | Infinite                        | K-pop Fan's Choice - Nam          | Đoạt giải |
| 16th     | 2014 | Season 2                        | BC - UnionPay album của năm       | Đề cử     |
| 16th     | 2014 | Last Romeo                      | Bài hát của năm                   | Đề cử     |
| 17th     | 2015 | Infinite                        | Nhóm nhạc nam nhảy dance tốt nhất | Đề cử     |
| 17th     | 2015 | Infinite H                      | Cộng tác xuất sắc & Unit          | Đề cử     |
| 17th     | 2015 | Bad                             | Video âm nhạc tốt nhất            | Đề cử     |
| 17th     | 2015 | Bad                             | UnionPay bài hát của năm          | Đề cử     |

### Giải thưởng Âm nhạc Hàn Quốc
| Đầu cuối | Năm  | Việc đề cử | Phần thưởng                       | Kết quả   |
| -------- | ---- | ---------- | --------------------------------- | --------- |
| 9th      | 2012 | Infinite   | Nhóm nhạc của năm của cư dân mạng | Đoạt giải |
| 9th      | 2012 | Be Mine    | Best Dance & Electronic Song      | Đề cử     |
| 12th     | 2015 | Infinite   | Nhóm nhạc của năm của cư dân mạng | Đoạt giải |
| 12th     | 2015 | Season 2   | Best Dance & Electronic Album     | Đề cử     |

### Mnet 20's Choice Awards
| Đầu cuối | Năm  | Việc đề cử | Phần thưởng                                  | Kết quả   |
| -------- | ---- | ---------- | -------------------------------------------- | --------- |
| 7th      | 2013 | Infinite   | Nghệ sĩ có chuyến lưu diễn toàn cầu tốt nhất | Đoạt giải |
| 7th      | 2013 | Infinite   | 20's Mwave - Ngôi sao toàn cầu               | Đề cử     |

### Gaon Chart Music Awards
| Năm  | Phần thưởng                     | Đề cử cho | Result    |
| ---- | ------------------------------- | --------- | --------- |
| 2016 | Album of the Year – 3rd Quarter | Reality   | Đề cử     |
| 2017 | Hot Performance Artist          | Infinite  | Đoạt giải |

### Khác
| Năm  | Phần thưởng                                             | Thể loại                                                                 | Đề cử cho                            | Kết quả   |
| ---- | ------------------------------------------------------- | ------------------------------------------------------------------------ | ------------------------------------ | --------- |
| 2010 | Giải thưởng văn hóa giải trí Hàn Quốc lần thứ 18        | Giải thưởng cho ca sĩ Teen mới                                           | Infinite                             | Đoạt giải |
| 2011 | Mnet M! Countdown                                       | Cuộc thi khiêu vũ thần tượng                                             | Hoya và Dongwoo                      | Đoạt giải |
| 2011 | Câu lạc bộ phóng viên nước ngoài Seoul (SFCC) PR Awards | Hiệu suất nhóm                                                           | Infinite                             | Đoạt giải |
| 2011 | Mnet M! Countdown Awards                                | Hiệu suất hành động tốt nhất                                             | Before The Dawn (BTD) Scorpion Dance | Đoạt giải |
| 2011 | OBS giải thưởng ngôi sao thần tượng                     | Thần tượng số 1                                                          | Infinite                             | Đoạt giải |
| 2012 | Billboard Hàn Quốc                                      | Bài hát K-pop hay nhất của năm 2012                                      | The Chaser                           | Đoạt giải |
| 2012 | SBS MTV Best Of The Best Awards                         | Video nhạc dance tốt nhất                                                | The Chaser                           | Đoạt giải |
| 2013 | SBS MTV Best Of The Best Awards                         | Đơn vị tốt nhất                                                          | Infinite H                           | Đoạt giải |
| 2013 | Giải thưởng thưởng Hàn Quốc Quốc hội lần thứ 13         | Âm nhạc phổ biến của năm                                                 | Infinite                             | Đoạt giải |
| 2013 | SBS Inkigayo Half-Year Wrap Up Special                  | Giải thưởng Choice của người xem (Popularity)                            | Man In Love                          | Đoạt giải |
| 2013 | SBS Gayo Daejun SOTY Poll                               | #1 cho nhóm nhạc muốn gặp                                                | Infinite                             | Đoạt giải |
| 2014 | SBS Gayo Daejun                                         | Hiệu năng tốt nhất được lựa chọn bởi người xem                           | Infinite                             | Đoạt giải |
| 2014 | SBS Gayo Daejun                                         | Top 10 giải thưởng                                                       | Infinite                             | Đoạt giải |
| 2015 | Giải thưởng Nghệ thuật Giải trí Hàn Quốc lần thứ 21     | Best Male Nhóm                                                           | Infinite                             | Đoạt giải |
| 2015 | iQiyi All Star Carnival                                 | Nhóm nhạc biểu diễn tốt nhất châu Á Giải thưởng âm nhạc của năm tốt nhất | Infinite                             | Đoạt giải |
| 2016 | Korea Cable TV Awards                                   | Best Singer                                                              | Infinite                             | Đoạt giải |
| 2016 | Asia Artist Awards                                      | Most Popular Artists (Singer) – Top 50                                   | Infinite                             | Hạng 10   |
| 2016 | The Night of Stars-Korea Top Star Awards                | Top Singer Award                                                         | Infinite                             | Đoạt giải |
| 2017 | Global V LIVE Awards                                    | Global Artist Top 10                                                     | Infinite                             | Đoạt giải |
| 2019 | Ten Asia Global Top Ten Awards                          | Best Artist - Taiwan                                                     | Infinite                             | Đoạt giải |

## Giải chương trình âm nhạc
Bộ sưu tập chiến thắng Infinite trên các chương trình âm nhạc tại Hàn Quốc.

M! Countdown được phát sóng trên truyền hình cáp Hàn Quốc, M.net, Music Bank trên KBS, Inkigayo trên SBS, Show Champion trên MBC Music, và Music Core trên MBC.

### Inkigayo
| Năm  | Ngày       | Bài hát     |
| ---- | ---------- | ----------- |
| 2011 | 9 tháng 10 | Paradise    |
| 2012 | 3 tháng 6  | The Chaser  |
| 2012 | 10 tháng 6 | The Chaser  |
| 2013 | 31 tháng 3 | Man In Love |
| 2013 | 7 tháng 4  | Man In Love |
| 2013 | 28 tháng 7 | Destiny     |
| 2016 | 2 tháng 10 | The Eye     |
| 2018 | 21 tháng 1 | Tell Me     |

### M! Countdown
| Năm  | Ngày        | Bài hát     |
| ---- | ----------- | ----------- |
| 2011 | 1 tháng 9   | Be Mine     |
| 2011 | 8 tháng 9   | Be Mine     |
| 2011 | 13 tháng 10 | Paradise    |
| 2012 | 31 tháng 5  | The Chaser  |
| 2012 | 7 tháng 6   | The Chaser  |
| 2012 | 14 tháng 6  | The Chaser  |
| 2013 | 4 tháng 4   | Man In Love |
| 2013 | 25 tháng 7  | Destiny     |
| 2014 | 29 tháng 5  | Last Romeo  |
| 2014 | 5 tháng 6   | Last Romeo  |
| 2015 | 23 tháng 7  | Bad         |
| 2016 | 29 tháng 9  | The Eye     |
| 2018 | 18 tháng 1  | Tell Me     |

### Music Bank
| Năm  | Ngày       | Bài hát     |
| ---- | ---------- | ----------- |
| 2012 | 1 tháng 6  | The Chaser  |
| 2013 | 5 tháng 4  | Man In Love |
| 2013 | 12 tháng 4 | Man In Love |
| 2014 | 30 tháng 5 | Last Romeo  |
| 2014 | 13 tháng 6 | Last Romeo  |
| 2015 | 24 tháng 7 | Bad         |
| 2016 | 30 tháng 9 | The Eye     |
| 2018 | 19 tháng 1 | Tell Me     |

### MBC Music Show Champion
| Năm  | Ngày       | Bài hát     |
| ---- | ---------- | ----------- |
| 2012 | 5 tháng 6  | The Chaser  |
| 2013 | 3 tháng 4  | Man In Love |
| 2013 | 31 tháng 7 | Destiny     |
| 2014 | 28 tháng 5 | Last Romeo  |
| 2014 | 4 tháng 6  | Last Romeo  |
| 2015 | 22 tháng 7 | Bad         |
| 2018 | 17 tháng 1 | Tell Me     |

### The Show
| Năm  | Ngày       | Bài hát |
| ---- | ---------- | ------- |
| 2015 | 21 tháng 7 | Bad     |
| 2015 | 28 tháng 7 | Bad     |

### MBC Show! Music Core
| Năm  | Ngày       | Bài hát     |
| ---- | ---------- | ----------- |
| 2013 | 20 tháng 4 | Man In Love |
| 2013 | 27 tháng 7 | Destiny     |
| 2014 | 2 tháng 8  | Back        |
| 2015 | 25 tháng 7 | Bad         |
| 2018 | 20 tháng 1 | Tell Me     |